# Giếng

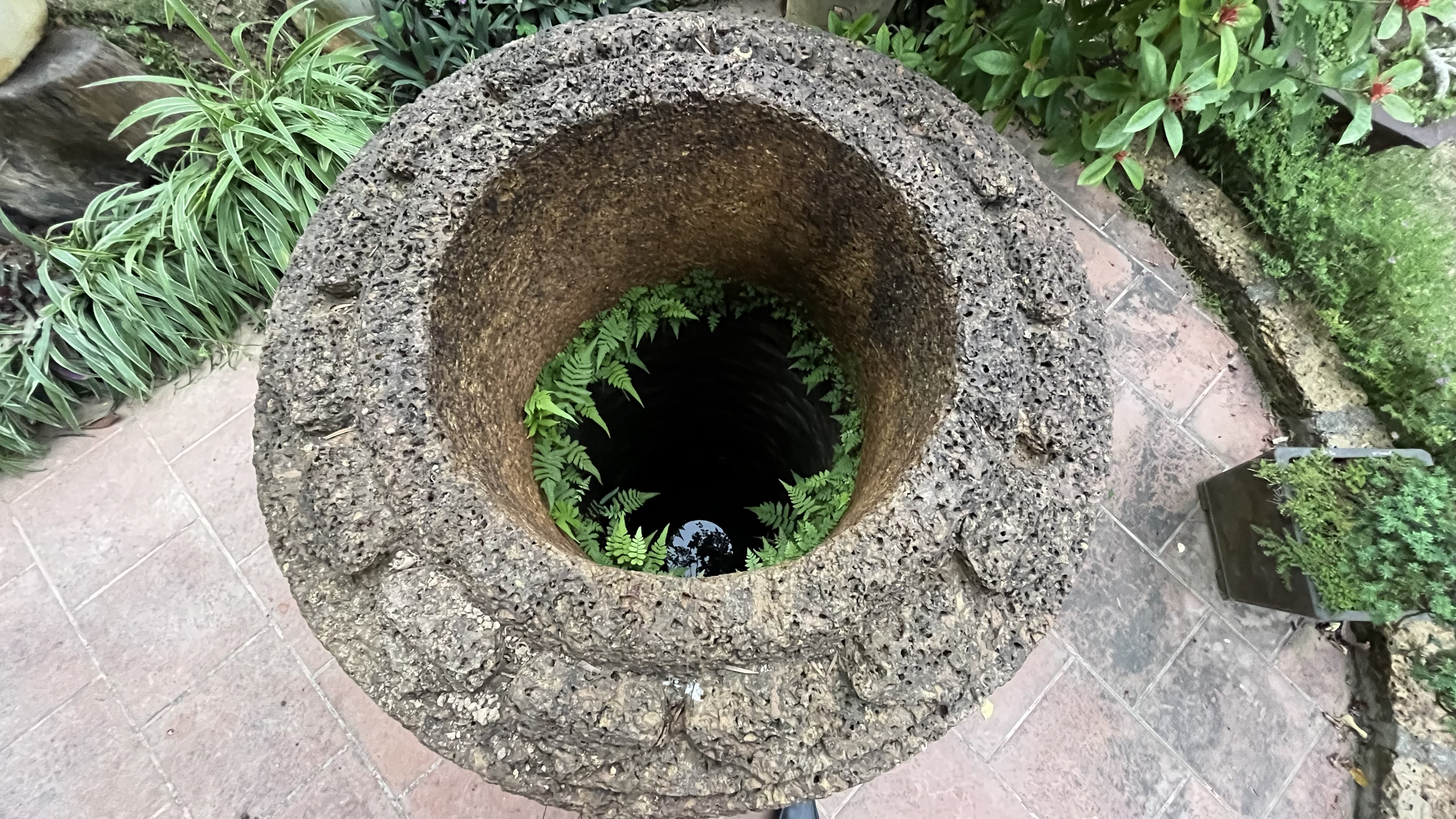
Một giếng nước có thành bằng đá ong

Giếng nước được tạo ra bằng phương pháp như đào xới hoặc khoan xuống sâu để lấy, hút nước từ tầng chứa dưới đất.

## Phân loại
Chủ yếu có ba loại giếng:
- Giếng đào.
- Giếng đóng.
- Giếng khoan.

Sau khi gặp mạch nước ngầm, có thể dùng máy bơm điện hoặc bơm cơ khí (ví dụ như bơm nước bằng cối xay gió) để chuyển nguồn nước từ dưới lòng đất sâu lên.
Thô sơ nhất là dùng gàu múc. Động tác này có thể chuyển sang nhiều loại khác
Giếng nước có sự thay đổi về chiều sâu, lượng nước và chất lượng nước. Nước giếng thường có thành phần khoáng chất hơn so với nước mặt và có thể phải xử lý làm mềm nước bằng cách tách bỏ các khoáng chất như asen, sắt và mangan.
Nói chung: giếng là một cái hố sâu được người ta đào hoặc khoan lên, phần lớn là dùng để đựng nước